# Єдиний вихід (фільм)
Єдиний вихід (англ. One Way Out) — американська кримінальна драма 1996 року.

## Сюжет
Після того як чоловік виходить з в'язниці, він вирішує залишити своє злочинне життя у минулому. Однак, коли він повертається додому, виявляється, що його брат у небезпеці а сімейна ферма відібрана. Він планує помститися винним.

## У ролях
- Джек Гуолтні — Френк
- Джефф Монахен — Боббі
- Ізабель Гілліс — Бетсі
- Роберт Турано — Снукі
- Енні Голден — Єва
- Майкл Айронсайд — Волт
- Лен Мурах — охоронець
- Жан Оуен — бабуся
- Хезер Сейлер — танцюристка
- Майкл Ван Штейн — продавець